# Saint-Jean-du-Pin
Saint-Jean-du-Pin là một xã ở tỉnh Gard. Xã này có diện tích 13,96 km², dân số năm 1999 là 1219 người. Khu vực này có độ cao trung bình 200 mét trên mực nước biển.